# Uvarovium dirshi
Uvarovium dirshi är en insektsart som beskrevs av Boris Petrovich Uvarov 1933. Uvarovium dirshi ingår i släktet Uvarovium och familjen gräshoppor. Inga underarter finns listade i Catalogue of Life.